# Marigny, Deux-Sèvres
Marigny är en kommun i departementet Deux-Sèvres i regionen Nouvelle-Aquitaine i västra Frankrike. Kommunen ligger i kantonen Beauvoir-sur-Niort som tillhör arrondissementet Niort. År 2022 hade Marigny 901 invånare.

## Befolkningsutveckling
Antalet invånare i kommunen Marigny
| Referens: INSEE |